# 黄花木
黄花木（学名：Piptanthus concolor）为豆科黄花木属下的一个种。其种加词“concolor”意为“同色的”。
现接受名为尼泊尔黄花木（Piptanthus nepalensis (Hook.) Sweet, 1828)。